# Гусак Віталій Васильович
Віта́лій Васи́льович Гуса́к — старшина, Державна прикордонна служба України.

## З життєпису
Брав участь у боях за Дебальцеве. В одному з боїв у лютому 2015-го знищили російський Т-72, загинув В'ячеслав Семенов, Гусак поранений.

## Нагороди
За особисту мужність і героїзм, виявлені у захисті державного суверенітету та територіальної цілісності України, вірність військовій присязі під час російсько-української війни
- нагороджений орденом «За мужність» III ступеня (27.5.2015).